# قبس أوكلاهومي
قبس أوكلاهومي (الاسم العلمي:Phlox oklahomensis) هو نوع من النباتات يتبع جنس القبس من الفصيلة البولامونيونية.